# Hold On (singel Månsa Zelmerlöwa)
„Hold On” – singel szwedzkiego artysty Månsa Zelmerlöwa pochodzący z jego drugiego studyjnego albumu MZW wydanego w 2009 roku. Utwór został wydany 18 maja 2009. Singiel napisał Måns Zelmerlöw oraz David Clewett i Jason Gill. Singel został odnotowany na szwedzkiej liście przebojów.

## Lista utworów
- Digital download[2]

1. „Hold On” – 3:51

## Notowania na listach
| Kraj    | Lista (2009)      | Najwyższa pozycja |
| ------- | ----------------- | ----------------- |
| Szwecja | Sverigetopplistan | 22                |

## Wydanie
| Kraj    | Data         | Wytwórnia           | Format           |
| ------- | ------------ | ------------------- | ---------------- |
| Szwecja | 18 maja 2009 | Warner Music Sweden | Digital download |